# 도널 클랜시
도널 클랜시(Donal Clancy, 1975년~)는 아일랜드의 포크 가수이며 음악가이다. 리엄 클랜시의 막내아들이다. 리엄 클랜시가 파산 때문에 캐나다에서 토미 메이컴과 함께 2인조 그룹으로 활동할 때 태어났다.
1995년 포크 음악 그룹 다누(Danu) 멤버로 활동을 시작하였으나, 이듬해 아버지 리엄 클랜시와 사촌형 로비 오코늘과 함께 3인조 그룹을 조직하면서 다누를 탈퇴하였다. 1999년까지 3인조로 활동하다가 아버지는 아일랜드로, 사촌형은 매사추세츠 주로, 본인은 뉴욕 주로 거주지가 갈라짐에 따라 풀 타임 그룹 활동을 중단하게 되었다. (해산이 아니다. 이후로도 이따금 함께 공연하였으므로) 2003년 다누에 재가입하여 현재까지 활동하고 있고, 또 2006년에 로비 오코늘, 보비 클랜시의 딸 이파 클랜시와 함께 조직한 3인조 그룹 더 클랜시 레거시(The Clancy Legacy)의 멤버이기도 하다. 이는 현아가 포미닛과 트러블 메이커 모두의 멤버인 것과 같다. 전자는 포미닛 같은 풀 타임 그룹이라면, 후자는 트러블 메이커 같은 형태의 일시적인 그룹이다.
악기는 기타, 틴 휘슬, 밴조, 부주키, 시턴(Citern)을 다룬다.